# Ewa Farna

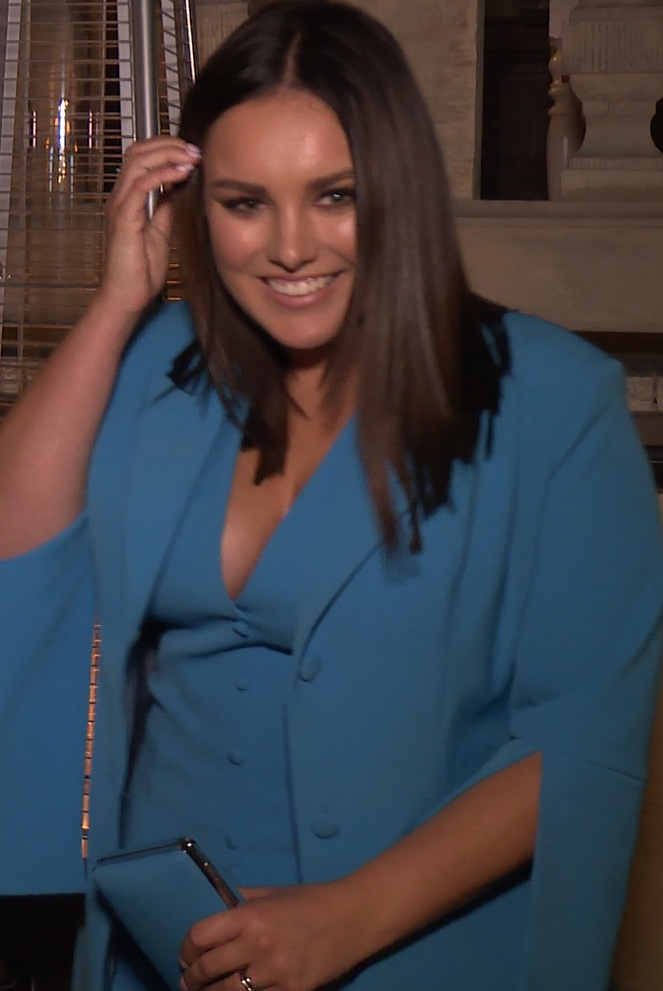
Ewa Farna vào năm 2018

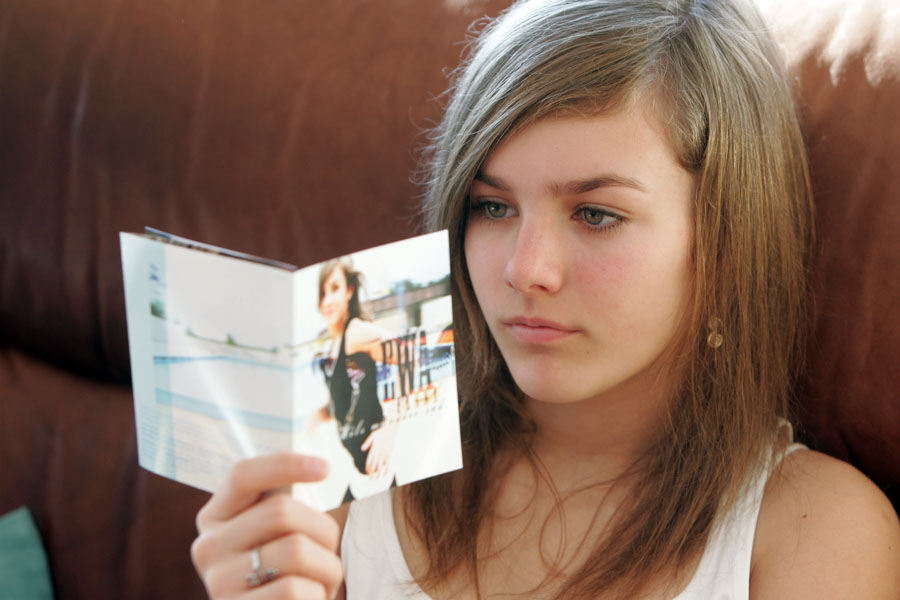
Ewa Farna vào năm 2006

Ewa Farna (sinh ngày 12 tháng 8 năm 1993) là một nữ ca sĩ nhạc pop/rock người Ba Lan đến từ Cộng hòa Séc. Cô được sinh ra tại Třinec trong nhóm các dân tộc thiểu số Ba Lan tại Cộng hòa Séc. Farna phát hành ba album với lời bài hát bằng tiếng Séc tại Cộng hòa Séc và sau đó đã được ghi lại và phát hành với lời bài hát Ba Lan. Farna là một trong những ca sĩ thương mại trẻ nhất thành công tại Cộng hòa Séc. Cô được đề cử cho giải Teen Choice Awards với một ambum bằng tiếng Anh.
Ewa Farna sinh tại Třinec, Cộng hòa Séc. Thời thơ ấu của mình, cô cư trú và học tập tại Vendryně (Wędrynia) và được học tại một trường nghệ thuật trong 05 năm và được đào tạo chơi đàn piano và học khiêu vũ. Farna lần đầu tiên thu hút sự chú ý sau khi chiến thắng trong cuộc thi tài năng địa phương trong năm 2004 và 2005. Sau khi được phát hiện bởi nhà sản xuất Lešek Wronka, cô đã phát hành album đầu tay của cô vào năm 2006. Tiếp theo đó những thành công liên tiếp đến với cô ca sĩ trẻ tài năng này.